# SC330
Le SC330, appelé dans un premier temps Slot 2 ou Slot Type 2, est un standard propriétaire décrivant les spécifications de la connectique appliquée à un boîtier de microprocesseur et un réceptacle. Par extension, SC330 désigne les processeurs et port matériels compatibles avec cette norme.

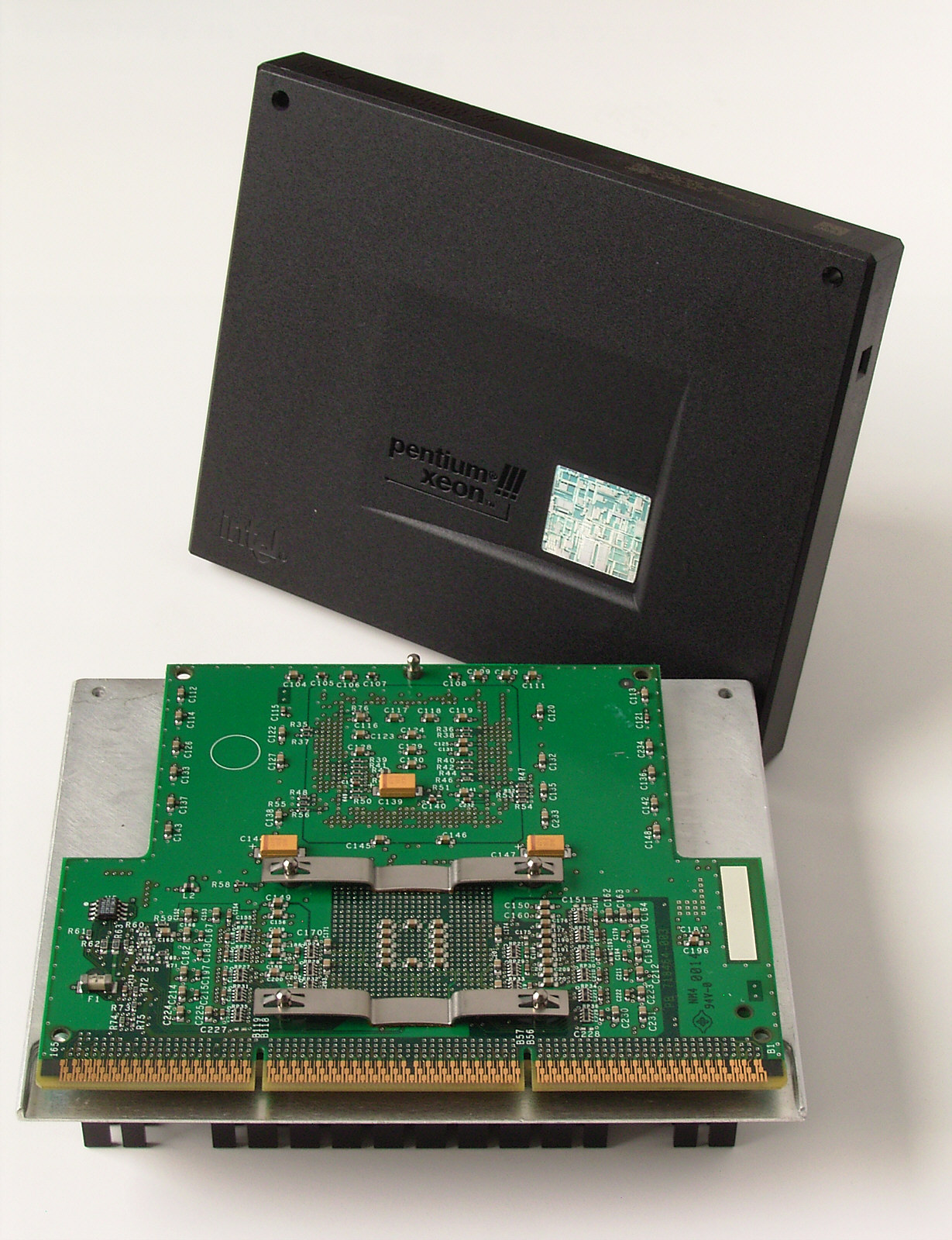
Processeur Pentium III Slot 2 (2006).

Le Slot II était un connecteur propriétaire développé par Intel, et utilisé pour placer sur la carte mère les processeurs Pentium II Xeon, Pentium III Xeon et les Celeron dérivés[réf. souhaitée].